# Xã Johnson, Quận Polk, Missouri
Xã Johnson (tiếng Anh: Johnson Township) là một xã thuộc quận Polk, tiểu bang Missouri, Hoa Kỳ. Năm 2010, dân số của xã này là 1.681 người.